# Battlefield 1942
Battlefield 1942, kurz BF1942 oder BF42, ist ein Computerspiel von Digital Illusions CE (DICE) und gehört zum Ego- bzw. Taktik-Shooter-Genre.  Es ist der erste Teil der Battlefield-Reihe und spielt in der Zeit des Zweiten Weltkrieges. Der Titel erschien am 20. September 2002 für Microsoft Windows. Mit The Road to Rome erschien am 30. Oktober die erste Erweiterung. Mit der Battlefield 1942 Deluxe Edition erschien eine Fassung, die das erste Add-on und das Hauptspiel bündelte. Am 5. September 2003 erschien ein weiteres Add-on Secret Weapons of WWII. Am 29. Juli 2004 erschien die Deluxe Edition für macOS. Anfang September 2004 veröffentlichte Electronic Arts eine Zusammenfassung der bisher erschienenen Battlefield-1942-Titel (Battlefield 1942 und die Add-ons The Road to Rome und Secret Weapons of WWII) einschließlich aller Patches (zu diesem Zeitpunkt war das die Version 1.6) mit dem Namen Battlefield 1942 World War II Anthology.

## Spielprinzip
Battlefield 1942 ist schwerpunktmäßig ein Mehrspielerspiel und wird daher vorwiegend im Internet oder lokalen Netzwerk gespielt. In einer Spielrunde treten zwei Teams gegeneinander an und können in einem der vier Spielmodi Conquest, Capture-the-Flag, Deathmatch oder Team-Deathmatch um Punkte kämpfen. Battlefield 1942 enthält zudem einen Einzelspielermodus, dessen mit AI-Gegnern bestückte Karten auch mit mehreren menschlichen Spielern gleichzeitig bespielt werden können, was eine beliebte Variante für kleinere LAN-Partys ist.
Im Spiel übernimmt jeder Teilnehmer die Rolle eines Soldaten auf deutscher, sowjetischer, amerikanischer, kanadischer, japanischer oder britischer Seite. Er kämpft in bedeutenden Schlachten und Operationen des Zweiten Weltkriegs, wobei die Karten den Originalschauplätzen angelehnt sind. Ein Anspruch auf historische Korrektheit wird jedoch nicht erhoben. Auf den teilweise recht großen Karten können bis zu 64 (mit modifiziertem Server bis zu 128) Teilnehmer in zwei Teams gegeneinander antreten.
Der Spieler kann zwischen verschiedenen Spielfigurenklassen, wie etwa Sanitäter, Aufklärer/Scharfschütze, Pionier, einfacher Infanterist oder Panzerfaustschütze wählen. Diese Klassen unterscheiden sich hinsichtlich der zur Verfügung stehenden Waffen und Ausrüstungsgegenstände. Je nach Szenario steht allen Spielfiguren zudem die Nutzung eines umfangreichen Fuhrparks offen (verschiedene Panzer, Flugzeuge, Geländewagen, Motorräder, Landungsboote, Amphibienfahrzeuge, U-Boote, Zerstörer und sogar Schlachtschiffe und Flugzeugträger, die zum effektiven Einsatz mit mehreren Spielern gleichzeitig betrieben werden sollten). Das Spiel nutzt vorrangig die historisch verwendeten Waffen. Beim Add-on Secret Weapons of WWII werden zusätzlich damals nicht zum breiten Einsatz gelangte Prototypen wie ein Raketenrucksack, die Wasserfall-Rakete oder ein Raketenflugzeug vom Typ Bachem Ba 349 hinzugefügt.

## Veröffentlichung
Zur Feier des zehnten Jubiläums der Battlefield-Reihe konnte man Battlefield 1942 vom 5. November 2012 bis zur Einstellung des Online-Dienstes GameSpy am 30. Juni 2014 kostenfrei über Electronic Arts’ Online-Plattform Origin beziehen. Einschränkungen zur ursprünglichen Kaufversion waren, dass die Unterstützung für Mods nicht garantiert ist und kein technischer Support angeboten wurde. Auch ist das Zusammenspiel von Spielern mit der Kaufversion und der Origin-Version nur auf speziell modifizierten Servern möglich. Trotzdem führte diese Maßnahme noch einmal zu einem enormen Anstieg der Spielerzahl auf den Online-Servern.

## Einstellung
Aufgrund der Einstellung von GameSpy wurde auch der offizielle Master-Server von Battlefield 1942 abgeschaltet. Online-Spiele sind seitdem nur noch Peer-to-Peer, über von der Community gepflegte Server oder Multiplayer-Software wie QTracker oder GameRanger möglich.

## Rezeption
Trotz der zum damaligen Zeitpunkt nicht mehr ganz herausragenden Computerspielegrafik wurde Battlefield 1942 von Computerspielezeitschriften recht positiv besprochen. Metacritic und GameRankings ermittelten jeweils 89 % für das Spiel (basierend auf 44 bzw. 27 Einzelbewertungen), im GameStar erhielt es die Note „sehr gut“ mit 88 %. Während der Einzelspieler-Modus nur durchschnittlich bewertet wurde, hat der Mehrspieler-Modus mit der in einem Shooter erstmals erreichten Anzahl von bis zu 64 (später 128) gleichzeitig auf derselben Karte agierenden Mitspieler viel Lob eingebracht. Durch die leichte Bedienbarkeit und die Möglichkeit, im Multiplayer-Spiel mit sehr unterschiedlichen Spielweisen bestehen zu können, erhielt das Spiel in der Internetgemeinschaft großen Zuspruch und wurde damit lange Zeit zu einem der meistgespielten Onlineshooter. Zuletzt wurde Battlefield 1942 noch im Jahr 2012 in der Rubrik Hall of Fame der Spielezeitschrift GameStar wegen einer ausgewogenen Mischung von Spielelementen und einer sehr guten Spielbalance als eines der richtungsweisenden und noch immer sehr beliebten Spiele des Genres bezeichnet.
Der Verband der Unterhaltungssoftware Deutschland vergab den VUD Award in Gold für über 100.000 verkaufte Einheiten im deutschsprachigen Raum.

### Auszeichnungen
- 2003 Interactive Achievement Awards[12]
  - Game of the Year
  - Computer Game of the Year
  - Innovation in Computer Gaming
  - Outstanding Achievement in Online Gameplay

## Offizielle Karten
Folgende Karten sind in Battlefield 1942 enthalten. Einige der Karten wurden durch Patches nachträglich verfügbar gemacht.
- Battle of Britain
- Battleaxe
- Befreiung von Caen
- Berlin
- Charkow
- Der Bocage
- El Alamein
- Gazala
- Guadalcanal
- Invasion der Philippinen
- Iwo Jima
- Korallenmeer
- Kursk
- Market Garden
- Midway
- Omaha Beach
- Operation Aberdeen
- Schlacht in den Ardennen
- Stalingrad
- Tobruk
- Wake

## Add-ons
The Road to Rome und Secret Weapons of WWII (World War 2) sind Erweiterungen für das Basisspiel. Diese bieten dem Spieler neue Karten und Waffen.

Das Logo von The Road to Rome

Bei dem am 4. Februar 2003 erschienenen Add-on The Road to Rome wird der Spieler auf sechs namhaften Schlachtfeldern durch Italien geführt. Dabei kommen neben den bereits bekannten Armeen (D, J, GB, USA, UdSSR) noch zwei weitere hinzu: Frankreich auf der Seite der Alliierten und Italien als Achsenmacht, was dem Spiel mehr Tiefe und Abwechslung verschafft. Ebenso werden auch neue Waffen und Fahrzeuge hinzugefügt wie z. B. Sturmgeschütze, Jagdbomber (Bf 110, Mosquito) und Panzerabwehrkanonen.
Das Szenario beginnt mit der Landung in Sizilien und geht bis zur Gotenlinie:
- Die Schlacht um Anzio
- Die Schlacht um Salerno
- Monte Santa Croce
- Montecassino
- Operation Baytown
- Operation Husky

Das Logo von Secret Weapons of WWII

Das am 5. September 2003 erschienene Add-on Secret Weapons of WWII dagegen verleiht dem Spiel einen Sci-Fi-Charakter, indem es Hightech-Waffen ins Spiel integriert, die teils wirklich gebaut wurden, teils nie einsatzreif wurden, teils lediglich Ingenieursträume darstellen.
- Raketenrucksack (Fiktiv)
- Düsenflugzeuge (im Einsatz; Modelle im Spiel aber nur Prototypen)
- Wasserfall Flugabwehrrakete (in Entwicklung)
- Luft-Luft-Raketen (in Entwicklung)
- Experimentelle Panzer wie der T28/T95 Super Heavy Tank

Hinzu kommen tatsächlich eingesetzte Amphibienfahrzeuge (Schwimmwagen, LVT), die entsprechende Taktiken ermöglichen. Die Karten hierzu sind, bis auf die erst mit Patch 1.6 hinzugefügte Karte Angriff auf Agheila, hauptsächlich in und um Mitteleuropa angesiedelt:
- Angriff auf Agheila
- Das Adlernest
- Die Gotenlinie
- Essen
- Flugplatz Kbely
- Hellendoorn
- Mimoyecques
- Peenemünde
- Telemark-Forschungslabor

## Mods
Eine Reihe von Modifikationen erweitern Battlefield 1942 um Szenarien aller Art. Vom Mittelalter über Piraten in der Karibik, den Ersten und Zweiten Weltkrieg sowie dem Vietnamkrieg und dem Zweiten Golfkrieg reicht das Spektrum bis in die Science-Fiction-Welt von Star Wars. Andere Mods versuchen das Spiel deutlich realistischer zu gestalten oder erweitern den Umfang erheblich. Von insgesamt deutlich über hundert angekündigten Mods kamen nur weniger als vierzig über die Planungsphase hinaus. Wirklich umfangreiche Veröffentlichungen gab es nur von knapp dreißig Modifikationen. Zu den bekanntesten, umfangreichsten und meistgespielten Mods gehören Battlefield 1918, Battlegroup42, Desert Combat, Eve of Destruction und Forgotten Hope.